# Bolbitis nagalandensis
Bolbitis nagalandensis là một loài dương xỉ trong họ Dryopteridaceae. Loài này được R.R.Rao & Jamir mô tả khoa học đầu tiên năm 1985.
Danh pháp khoa học của loài này chưa được làm sáng tỏ. 